# Mahongole (Mbeya)
Mahongole ist ein ländlicher Bezirk (Ward) des Distriktes Mbarali in der tansanischen Region Mbeya.

## Geografie
Mahongole liegt im Südwesten von Tansania rund 80 Kilometer vom Verwaltungszentrum des Distrikts Mbarali entfernt. Der Bezirk grenzt an die Bezirke Ruiwa, Kongolo Mswisi und Halmahsauri des Distrikts Mbeya.
Die Fläche des Bezirks beträgt 69,3 Quadratkilometer, bei der Volkszählung 2022 wohnten 16.227 Menschen in 4642 Haushalten.

## Gliederung
Der Bezirk besteht aus sechs Gemeinden (Mtaa) mit 33 Orten (Kitongoji):
| Ilaji - Msikitini A - Msikitini B - Ilaji - Mlowo - Isengo | Ilongo - Ihango - Mpakani - Ijumbi - Mwafwaka - Ilongo | Kapyo - Kapyo A - Kapyo B - Kapyo C - Kapyo D - Kapyo E - Mpakani A - Mpakani B | Mahongole - Kagera - Msikitini - CCM A - Mashala - Kilabuni | Nsonyanga - Nsonyanga A - Nsonyanga B - Mbago - Rwanda A - Rwanda B - Mkoji | Igalako - Majengo - Mbange - CCM B - Uchagani - Sokoni |

## Wirtschaft und Infrastruktur
- Landwirtschaft: Im Bezirk leben knapp 2000 Landwirte, die Reis, Mais, Maniok und verschiedene Gemüsesorten anbauen. An Nutztieren werden überwiegend Rinder und Ziegen gehalten.[2]
- Bildung: Für die Bildung der Jugend stehen fünf Grundschulen und eine weiterführende Schule zur Verfügung.[2]
- Gesundheit: Im Bezirk gibt es drei Apotheken, je eine in den Gemeinden Ilongo, Kapyo und Mahongole.[2] Die Apotheke in Mahongole bietet neben ambulanten Diensten für Malaria-Diagnose und -Erstbehandlung, HIV-Pflege und -Behandlung und Mutter-Kind-Pflege auch kleine chirurgische Eingriffe an.[6]